# 石井八萬次郎
石井八万次郎（Ishii Hamajiro, 1867年6月13日-1932年9月14日），日本佐賀縣人。是一位台灣日治時期第一批在台灣進行地質與礦產探查的的日本地質學家， 曾於1896年（明治29年）與技手西村三木雄等人一同進行金瓜石山和九份山的測量調查 ，確認兩山存在多數潛力礦脈。 此外，也在1898年(明治31年)出版了全台灣第一張範圍涵蓋全島的地質圖《臺灣島地質鑛產圖》。

## 生平經歷
1885年（明治18年），就讀東京帝國大學理學部，專修地質學。求學期間參與1893年東京地質學會的創立（現名日本地質學會）與地質學雜誌創刊，並擔任第一任幹事。1895年7月自東京帝國大學畢業，獲得理學士學位。
1896年來臺擔任臺灣總督府殖產部鑛務課技師，組成地質調查團隊，包括技師石井八萬次郎、橫山壯次郎、成田安輝、田代安定，以及技手沖龍雄、坂基、西村三木雄、永田勇助、木村榮之進等人，進行臺灣地形、地質、礦物、岩石、土壤等地質調查及測繪。隔年因台灣總督府財政困難而計畫終止，他於該年8月返日。在11月時受東京地質學會邀請再次來台進行地質調查。
此外，石井的海外地質調查範圍包含韓國、中國長江、浙江省杭州、錢塘江等地。1932年病逝於日本東京寓所，享年65歲。

## 家庭
出生於日本佐賀藩（今佐賀縣）的武士家族，父親石井貞興是幕府時代末到明治初期的肥前國武士，參與過西南戰爭。 其姪子石井龍豬畢業於東京帝國大學法學部，1921年至1941年間曾在臺灣擔任臺灣總督府內務局長、臺北州臺北市役所地方理事官、臺北市尹、臺南州知事等職。

## 重要著作
1897年（明治30年）在《地質學雜誌》第4卷43號發表〈臺灣瑞芳金山〉一文，奠定瑞芳、金瓜石金礦成因與火山作用相關之論述基礎。
1898年（明治31年）出版《臺灣島地質鑛產圖》及《臺灣島地質鑛產圖說明書》，為第一幅涵蓋臺灣全島的地質地圖。

## 外部連結
石井 八万次郎 様の 共著関連データベース
地圖與遙測影像數位典藏計畫―日治時期臺灣地質圖